# فرانک ریوا
فرانک ریوا (به فرانسوی: Frank Riva) یک مجموعه تلویزیونی پلیسی و جنایی به کارگردانی فیلیپ ستبون محصول شبکه فرانسه ۲ است.
این مجموعه تلویزیونی از نوامبر ۲۰۰۳ تا نوامبر ۲۰۰۴ در دو فصل پخش شده و آلن دلون بازیگر اصلی آن بوده است.

## خلاصه داستان
فرانک ریوا کمیسر سابق شهر پاریس است که پس از سال‌ها ناپدید بودن به فرانسه باز میگردد تا به پرونده یک گروه مافیایی مواد مخدر همکاری کند...

## بازیگران
- آلن دلون در نقش فرانک ریوا
- ژاک پرن در نقش اگزاویه
- سوفی فون کسل در نقش کمیسر لیدیا هرزوگ
- سدریک شوالم در نقش اروه سباستین
- میری دارک در نقش کاترین
- السا کیکوین در نقش ژولیت
- فرانسوا وینسنتلی در نقش گوی بوسکما
- متیو روزی در نقش ژان-لوک روت
- فیلیپ لروی در نقش نوربرت لوژیا
- لوئی مارکز در نقش ماکسیم لوجیا
- نیکول کالفان در نقش مدلین
- ژان-لوک دوفین در نقش رنو برسون
- آندری پوس در نقش پل پونتوکیو
- ایو آفونسو در نقش رومان
- پاسکال دمولون در نقش ژان-لوک مارسلین